# (5223) McSween
(5223) McSween  es un asteroide perteneciente al cinturón de asteroides, descubierto el 6 de marzo de 1981 por Schelte John Bus desde el Observatorio de Siding Spring.